# Leiurus quinquestriatus
Leiurus quinquestriatus – gatunek skorpiona, drugi co do siły jadu na Ziemi.

## Systematyka
Gatunek ten został opisany przez niemieckiego zoologa i przyrodnika Christiana Gottfrieda Ehrenberga w roku 1829. Należy do rodziny Buthidae i jest drugim co do siły jadu skorpionem na Ziemi. Wyróżniane są następujące podgatunki:
- Leiurus quinquestriatus quinquestriatus (Ehrenberg, 1828)
- Leiurus quinquestriatus hebraeus (Birula, 1908)

Podgatunek L. quinquestriatus hebraeus charakteryzuje się ciemniejszym przedostatnim segmentem metasomy, ciemniejszą mesasomą i prosomą w porównaniu z kolorem tych części u podgatunku L. quinquestriatus quinquestriatus, a oprócz tego podgatunek hebraeus jest nieco mniejszy od nominalnego, podgatunki te mają także odrębny areał występowania, co zostanie dokładniej opisane w dalszej części artykułu. Podgatunek nominalny dorasta do 10 cm długości.

## Występowanie
- Leiurus quinquestriatus quinquestriatus – Algieria, Czad, Egipt, Etiopia, Libia, Mali, Niger, Somalia, Sudan i Tunezja
- Leiurus quinquestriatus hebraeus – Izrael, Jordania, Jemen, Liban i Syria

Ponadto nieokreślone podgatunki tego skorpiona występują w Omanie, Zjednoczonych Emiratach Arabskich, Katarze i Tunezji. Nazwa "hebraeus" ma zapewne związki z przymiotnikiem "hebrajski" lub z miastem Hebron, co odnosi się do terenu występowania podgatunku.

## Środowisko naturalne i biotop
Skorpion ten ma dużą zdolność do przystosowywania się do ekstremalnych warunków. Znajdowany jest na podłożu suchym, na terenach, gdzie wilgotność jest niska i bardzo niska. Spotyka się go na terenach pustynnych, ale nie występuje na piaszczystych wydmach. Zamieszkuje opuszczone nory pozostawione przez inne zwierzęta, naturalne nierówności terenu, szczeliny w budynkach, miejsca pod kamieniami i inne, tym podobne kryjówki. Często dostosowuje je do swoich potrzeb (m.in. pogłębia je). Bardzo rzadko zdarza się, aby ten skorpion sam budował "z niczego" swoją norkę.

## Jad

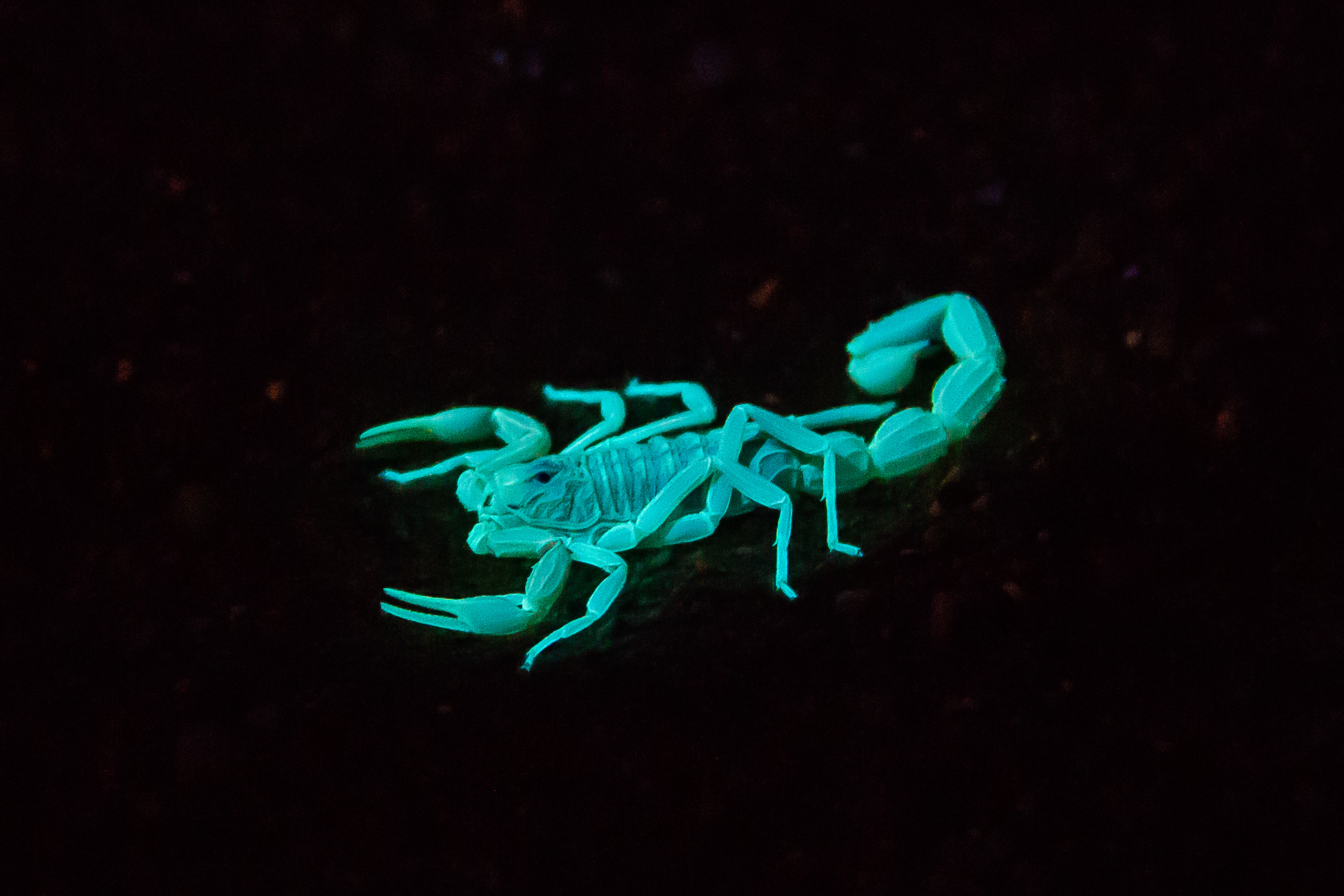
Leiurus quinquestriatus w naturalnym środowisku podświetlony światłem UV. 30 września 2018, pustynia Negew, Izrael.

Jad przedstawicieli rodzaju Leiurus, podobnie jak jad większości skorpionów, ma charakter neurotoksyczny. Po dostaniu się do organizmu atakuje układ nerwowy. Niszczy neuroprzekaźniki znajdujące się na neuronach, w synapsach, które normalnie umożliwiają przekazywanie impulsów mechanicznych. Uszkodzone przekaźniki na jednym neuronie zaburzają pracę drugich, co powoduje, że jad rozprzestrzenia się po organizmie bardzo szybko. Po wprowadzeniu jadu przez dorosłego osobnika niezbędne jest podanie surowicy przeciwjadowej, jednak należy pamiętać, że skorpiony mają możliwość dozowania ilości wprowadzonego jadu, co oznacza, że dorosły Leiurus nie musi zużyć całego zapasu jadu. Po wypadku możemy jeszcze przez wiele miesięcy odczuwać pewną niesprawność zranionego narządu. W przypadku mniejszych osobników zwykle wystarcza podanie leków antyhistaminowych i przeprowadzenie terapii objawowej. Prowadzono badania nad jadem tego skorpiona. Jednostką stosowaną w badaniach nad siłą jadu jest LD50 – mg/ kg masy ciała. Wartość LD oznacza dawkę substancji, jaka powoduje śmierć określonego procenta określonego gatunku zwierząt po jej wchłonięciu, czyli w przypadku LD50 opisujemy po jakiej dawce na kg ciała zwierzęcia padła połowa osobników. Przy doświadczeniach wprowadza się jad dożylnie (intra venosa, w skrócie iv) lub podskórnie (sub cutanea, skrót sc). Wyniki badań opisane przez niezależnych naukowców wyglądają następująco:
- W 1971 roku Zlotkin w badaniach metodą sc na myszach ustalił LD50 Leiurus quinqestriatus na poziomie 0,255 mg/kg
- Następne badania Zlotkina i Hassana w latach 1976-1984 wykazały LD50 sc i iv w zakresie od 0,16 (iv) -0,50 (sc) mg/kg
- Badanie niemieckiego biologa Gerharda Georga Konrada Habermehla w 1981 roku dało metodą sc rezultat 0,33 mg/kg

Obecnie jad L. quinquestriatus jest uznawany za jeden z najsilniejszych na świecie, drugi wśród skorpionów (pierwszy jest Androctonus crassicauda).
Jego jad to mieszanka toksyn: chlorotoksyny, charybdotoksyny, scyllatoksyny oraz agitoksyny. Chlorotoksyna daje nadzieje na walkę z glejakiem, jak również z nowotworami płuc i piersi. Białko to (jad to peptyd) wiąże się z komórkami nowotworowymi, zdrowe pozostawia nienaruszone.